# 1785 в Україні

## Події
- У містах Лівобережної України та Слобідської України встановлюється система влади міських дум.
- При Галицькому намісництві було створено першу метрологічну службу — інспекторат мір і ваг.

## Особи

### Народились
- 17 лютого Нахман Крохмаль (1785—1840) — юдейський філософ, історик, один з основоположників юдаїстики та провідних мислителів «Гаскали» у Східній Європі.
- серпень 1785 Анджейовський Антон Лукіянович (1785—1868) — ботанік, зоолог, професор, письменник.
- 15 грудня Вацлав Северин Жевуський (1785—1831) — граф, шляхтич, організатор та учасник листопадового повстання, мандрівник, орієнталіст, верхівець і знавець коней.
- Комлишинський Василь Сергійович (1785—1841) — фізик, професор, декан і ректор Імператорського Харківського університету (1836—1837).
- Себржинський Василь Іванович (1785—1832) — український математик, співак та педагог, секретар Санкт-Петербурзької духовної академії у 1828—1832 роках.
- Султанський Мордехай Йосипович (1785—1878) — караїмський проповідник, богослов, вчений-історик, письменник і педагог.

### Померли
- 24 грудня Ян де Вітте (1709—1785) — військовий інженер та архітектор.
- Семен Климовський (1705—1785) — козак Харківського полку, філософ, поет, автор пісні «Їхав козак за Дунай».

## Засновані, створені
- Засноване село Великі Гаї, Тернопільський район, Тернопільська область.
- Засновано село Волощина, Бережанський район, Тернопільська область.
- Перша писемна згадка про село Воробіївка (нині Підволочиського району Тернопільської області)
- Перша писемна згадка про село Магдалівка (нині Підволочиського району Тернопільської області)
- Перша писемна згадка про село Теклівка (нині Підволочиського району Тернопільської області)
- Перша писемна згадка про село Хмелиська (нині Підволочиського району Тернопільської області)
- Перша писемна згадка про село Хоптянка (нині Підволочиського району Тернопільської області)
- Айнзінген
- Вотилівка
- Гайворонка
- Губичі (Ріпкинський район)
- Гуньківка
- Гуляйполе
- Лісківка
- Миси (Ріпкинський район)
- Редьківка (Ріпкинський район)
- Шкуранка
- Ярчівці
- Церква Вознесіння Господнього (Брустури)
- Церква Введення в храм Пресвятої Богородиці (Купчинці)
- Церква Святої Живоначальної Трійці (Октябрське)
- Новгород-Сіверська духовна семінарія
- Білокриницький монастир
- Олександрівка (Кіровоградська область, смт)
- Будинок на вулиці Староєврейській, 7 (Львів)
- Будинок Ніжинської міської думи

## Зникли, скасовані
- Нововербований козацький полк